# Infierno, canto vigesimosexto

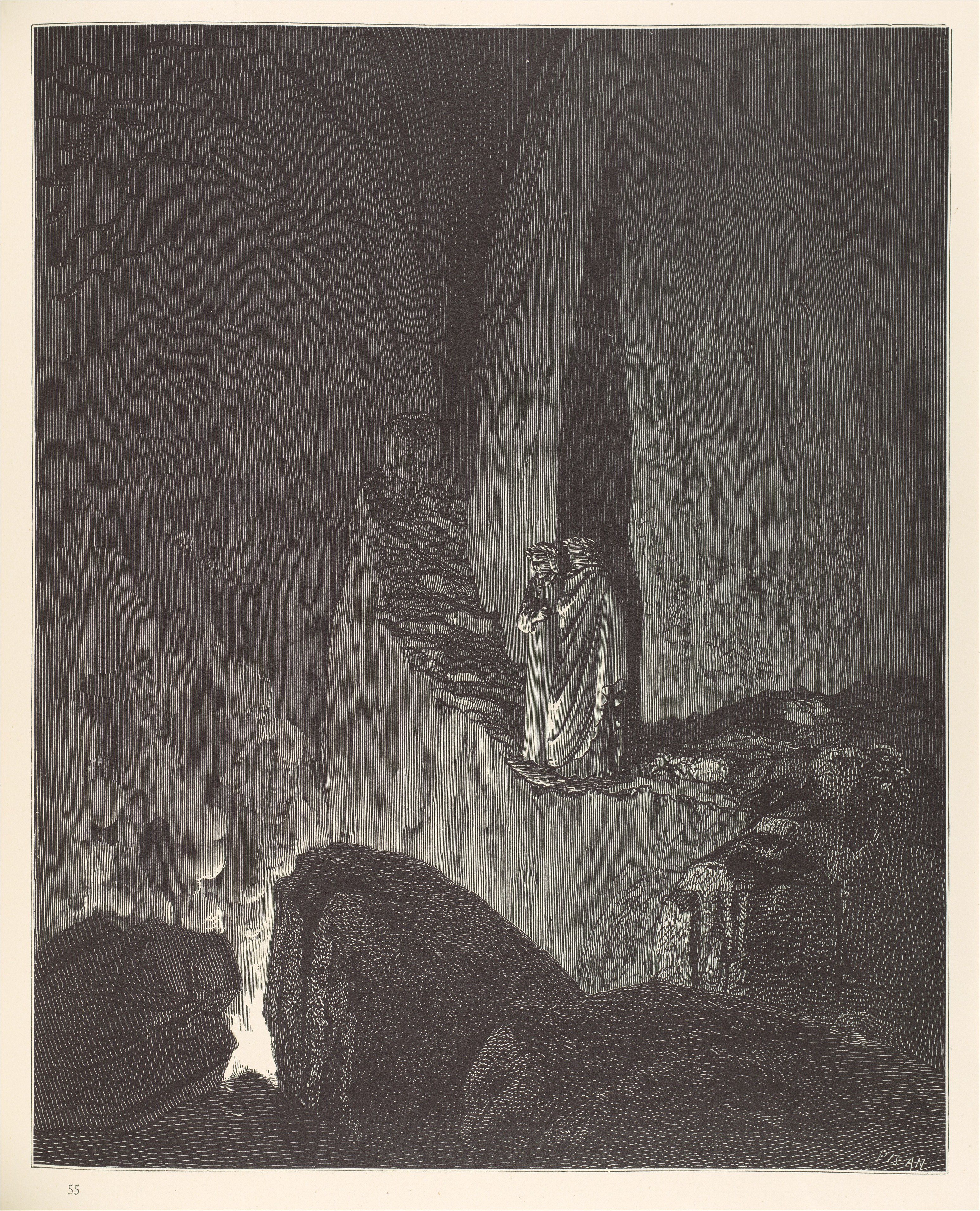
Virgilio muestra a Dante las llamas de la fosa, ilustración de Paul Gustave Doré.

El canto vigésimo sexto del Infierno de Dante Alighieri se sitúa en la octava fosa del octavo círculo, donde son castigados los consejeros de fraude. Estamos en la mañana del 9 de abril de 1300 (Sábado Santo), o según otros comentadores del 26 de marzo de 1300. Es uno de los cantos más famosos del Infierno, conocido también como el «Canto de Ulises», en el que el héroe griego cuenta su muerte durante un viaje en barco de cinco meses hacia el hemisferio sur.

## Incipit
Canto XXVI, nel quale si tratta de l'ottava bolgia contro a quelli che mettono aguati e danno frodolenti consigli; e in prima sgrida contro a' fiorentini e tacitamente predice del futuro e in persona d'Ulisse e Diomedes pone loro pene.

Canto XXVI, en el que se trata sobre la octava fosa contra los que hacen emboscadas y dan consejos fraudulentos; y en que primero se grita contra los florentinos y tacitamente se predice su futuro y en persona de Ulises y Diomedes pone sus penas.

## Análisis del canto
En el canto XXVI se habla de los urdidos de fraude, es decir de los conductores y políticos que no actuaron con las armas o el coraje personal sino con la agudeza de la inteligencia. Se trata de personas que ejercitaron una «astucia pérfida» y pecaron abusando de su inteligencia contra otras personas. Aquí, Dante hace una reflexión sobre la inteligencia y sobre su uso: la inteligencia es un don de Dios, pero por un deseo desmesurado de conocimiento puede llevar a la perdición si no está guiada por la virtud cristiana.
El rey de Ítaca abandonó por segunda vez a Penélope y a su hijo Telémaco porque tras veinte años de viajes aún no estaba satisfecho de conocer el mundo. El viaje de Ulises al hemisferio sur es juzgado desde una perspectiva cristiana: así como se condena la desmesura y la avaricia, también se condena el afán desenfrenado de conocimiento.

### Invectiva contra Florencia - versos 1-12
¡Goza, Florencia, ya que eres tan grande

que por mar y por tierra bates las alas,

y por el infierno tu nombre se expande!
vv. 1-3

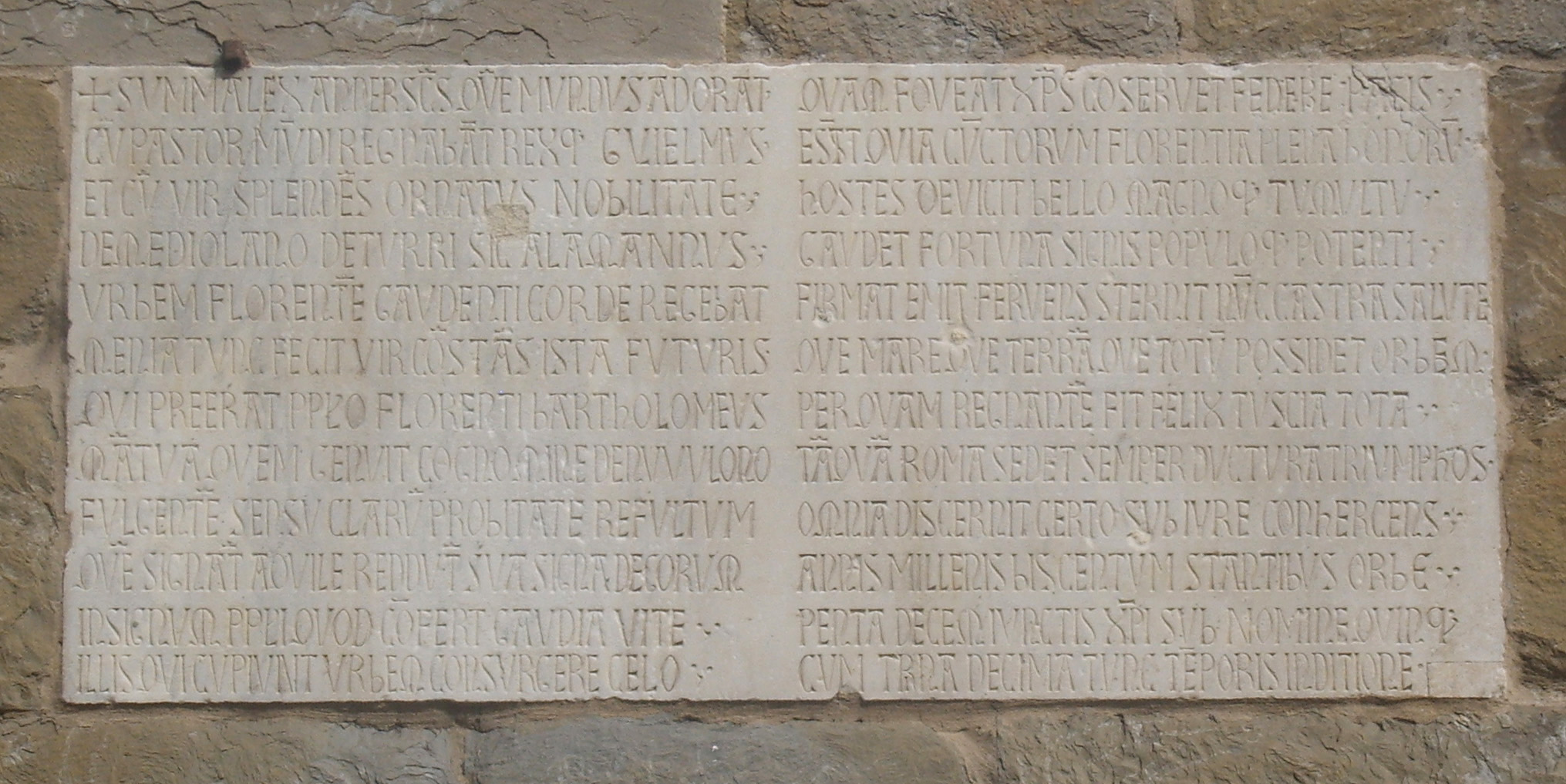
La placa sobre el Bargello: «...qu[a]e mare, qu[a]e terra[m], qu[a]e totu[m] possidet orbem...» (1255).

El canto se abre con una invectiva contra Florencia que temáticamente se une al canto precedente, donde Dante había encontrado cinco ladrones justamente florentinos: con ironía nota como Florencia es conocida en toda la tierra (metafóricamente "bate las alas", citando una inscripción sobre el Palacio del Bargello del 1255).
También en el Infierno el nombre de Florencia se expande, habiéndose Dante avergonzado por haber encontrada cinco conciudadanos entre los ladrones, que obviamente no llevan el honor de su ciudad.
Pero si lo que se sueña a la primera mañana, según una leyenda medieval, se hace verdad, entonces Dante predice que pronto ella sufrirá el castigo que también la cercana Prato, y también otras ciudades, desean para ella. Por qué se nombre justamente a Prato no se aclaró todavía y las hipótesis más convincentes son aquellas ligadas a los anatemas arrojados por el cardenal Nicolás de Prato, que intentó en vano de traer la paz en las facciones florentinas en el 1304.
Manfredi Porena, si bien no propuso una alternativa a esta explicación, encuentra dificultad en aceptarla en tanto que el cardenal de Prato fue poco después uno de los manipuladores de la elección del papa Clemente V, del cual se sabe qué pensaba Dante (Infierno XIX, 82-87), y por eso es difícil que Dante invoque la autoridad, aunque sea sobre cualquier otro tema.
El poeta aumenta la dosis diciendo que si bien quizás el castigo ya llegó, no fue solicitada ("Y si ya hubiera ocurrido, dirán que fue tarde", v. 10) y, visto que la reconoce como necesaria, espera que llegue pronto ("¡Ojalá fuera ahora, ya que ha de ser!", v. 11) porque la desventura de Florencia lo lastimará más cada vez que la edad avanza ("que más me abatirá, cuanto más me pase el tiempo", v. 12). No todos los comentadores concuerdan sobre por qué Dante espera que el castigo llegue pronto. Algunos sostienen que la desventura de Florencia, si bien ineluctable, llene a Dante de dolor, que más le será grave con el pasar del tiempo. El viejo de hecho soporta menos los dolores, se hace siempre más dispuesto al perdón y el amor por el lugar de nacimiento crece con la edad. Según otros Dante quiere en cambio decir que más el castigo tarda, tanto más se sufrirá por no haber gozado por mucho tiempo del castigo. Esta interpretación se contradice con el "¡Ojalá fuera ahora, ya que ha de ser!", que reconoce la necesidad del castigo, pero lo hace de mala gana. Es curioso que los comentadores modernos acepten más como correcta la primera hipótesis y los antiguos por la segunda; muestra como en el fondo la lectura de este pasaje mutó según nuestra sensibilidad y forma de pensar.

### La fosa de los consejeros fraudulentos - vv. 13-48
Partimos de allí, y, por las peldaños

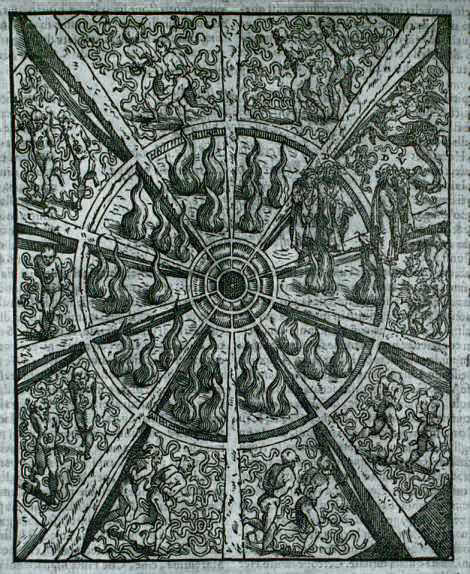
Alessandro Vellutello, ilustración del Canto XXVI

de rocas que nos sirvieron para bajar antes,

subió mi Conductor, y me arrastró consigo;
vv. 13-15

Los dos poetas parten de nuevo desde la orilla interna de la séptima fosa recorriendo hacia atrás el camino seguido en Infierno XXIV, 79-81: Virgilio sube la escalera "que había servido para bajar", y toma a Dante. Es decir, los dos poetas volvieron al punto del cual habían partido para ver qué había en la séptima fosa.

y prosiguiendo la solitaria vía,

entre las astillas y las rocas del escollo

el pie sin la mano no se expedía.
vv. 16-18

Siguen entonces por el solitario camino, por la ausencia de demonios y condenados, entre astillas y rocas, ayudados por las manos.
Cuando llegan al puente, Dante siente un dolor tan grande por lo que ve, que todavía lo siente al momento de escribirlo, y grande a tal punto a inducirlo a frenar al ingenio para que no supere los límites de la virtud. No quiere de hecho que la influencia de los astros o la gracia divina, que le concedieron la experiencia de iniciación, se la saquen por causa de una acción suya o por un pensamiento muy intrépido. Esta nota, ahora un poco arcana, será evidente considerada a la luz de lo que sucederá después en el canto, es decir la historia de Ulises y su inteligencia, no controlada por la virtud, que lo llevó a la muerte por haber superado los límites impuestos por Dios.
Dante usa una símil para describir lo que ve:

Así como el aldeano que en la colina reposa,

cuando aquel que el mundo aclara

su rostro menos esconde,

cuando al mosquito cede paso la mosca,

ve las luciérnagas abajo en el valle

tal vez allá donde él vendimia y ara:

así con tantas llamas relucía entero

el recinto octavo, como observar pude

cuando allí estuve donde se veía el fondo.
vv. 25-33

Sigue entonces otro símil para representar el hecho que cada llama se mueve encerrando a un pecador, comparación culta que está al nivel del lenguaje rico y majestuoso de todo el canto. Dante se inspira, con algunas licencias poéticas, al secuestro en el cielo del profeta Elías contado en la Biblia en el El Libro de los Reyes, que cuenta que mientras Elías y Eliseo caminaban conversando, Elías fue de improviso secuestrado en el cielo por un carro de fuego empujado por caballos de fuego, que desapareció rápidamente de la vista de su compañero. Un poco más adelante, en el mismo texto, viene narrado que algunos jóvenes comenzaron a burlarse de Eliseo, llamándolo calvo, hasta que él se giró y los maldijo en el nombre del Señor, y del bosque salieron dos osas que devoraron a 42 de los jóvenes. Aquí los versos de Dante:

Y como aquel que se vengó con los osos

vio el carro de Elías en su partida,

y los caballos subir rectos al Cielo,

incapaz de con la vista seguirlos,

pues ya más no veía que una sola llama,

como nubecilla, que hacia lo alto ascendía:

tal estas otras bullían por el golfo

del foso, porque no muestra ninguna el hurto,

y cada llama un pecador esconde.

34-42

Dante está mirando derecho en pie sobre el puente, de modo tan débil que si no estuviese tomado a una roca que sobresale, caería abajo sin que lo empujaran.
Viéndolo así Virgilio le explica que adentro de los fuegos están los espíritus de los condenados, cada uno vestido por la llama.
No está claro cuáles condenados son castigados en esta fosa. Ellos son generalmente indicados como consejeros fraudulentos y su contrapaso consiste en el estar envueltos por lenguas de fuego, por analogía con sus mismas lenguas que fueron fuente de fraude, y escondidos dentro de las llamas del mismo modo que en vida ellos escondieron la verdad con el engaño (como dice el Apóstol Jacobo, la lengua fraudulenta es como el fuego). Igualmente, el único condenado que se encuadra en esta categoría es Guido de Montefeltro, presentado en el Canto XXVII, que se arrepiente en vano de un consejo fraudulento dado, bajo su pedido, al Papa Bonifacio VIII.
Ulises y Diomedes, presentados más adelante en este canto, no son castigados por los consejos dados, sino por las obras que hicieron, y para ellos la definición de consejeros fraudulentos mal se adapta porque resulta demasiado específica.

### Ulises y Diomedes - vv. 49-84

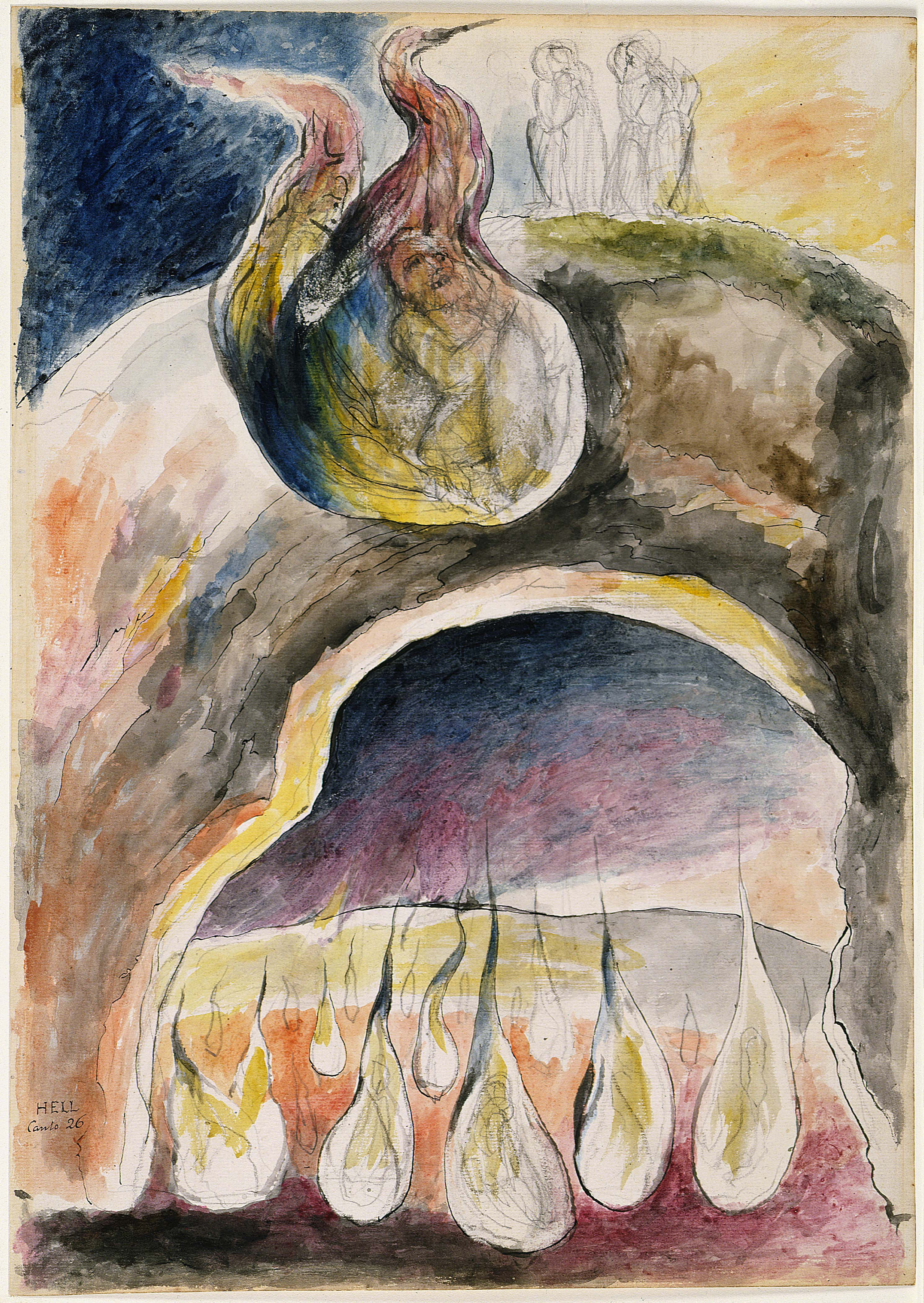
Ulises en el Infierno, imaginado por William Blake.

Dante entonces agradece y responde que había ya entendido y, atraído por una particular llama doble que le recuerda a Eteocles y a su hermano Polinices, le pide la explicación a Virgilio (otra cita culta sobre los dos hermanos que llegaron a matarse entre ellos por la discordia; en Estacio y en Lucano se cuenta que también las llamas de la pira sobre la que se quemaban sus cuerpos estaba dividida en dos, como si continuasen a odiarse también después de la muerte). 
Virgilio le revela que allí son castigados Ulises y Diomedes, juntos en la venganza divina, dado que, pecando juntos, provocaron la ira de Dios en vida; y elenca los tres pecados por los cuales los dos se encuentran allí, es decir:
1. El engaño del caballo de Troya, que provocando la caída de la ciudad hizo que de Troya saliese después Eneas, noble progenitor de los Romanos.
2. El descubrimiento de Aquiles, que fue vestido de mujer por la madre Tetis y mandado a la corte de Licomedes para que no participase a la Guerra de Troya. Ulises y Diomedes, vestidos como mercantes, usaron la astucia de mostrarle espadas, descubriéndolo entre las mujeres y obligándolo a partir hacia la guerra, abandonando a la amante Deidamía que murió de dolor, y que todavía muerta se lamente del amante infiel.
3. El robo del Paladio que protegía a Troya.

Dante se muestra extremadamente ansioso con hablar con los dos, probablemente porque en todo el Medioevo había un gran misterio sobre cual había sido el final de Ulises (Dante no conocía la Odisea porque no conocía el griego, si bien había leído algunos resúmenes mutados por escritores latinos) y llega a pedirle a Virgilio bien cinco veces en dos tercetos:

Si adentro de aquella flámula pueden

hablar, dije yo, Maestro, mucho te ruego

y te suplico, así que el ruego valga mil,

que la ocasión de esperar no me niegues

a que la llama encornada hasta aquí se llegue;

¡Mira cómo a ella me arroja el deseo!
vv. 64-69

Virgilio le promete que le hará a ellos las preguntas pero solo si calla: hablará él porque ellos son griegos y quizás le sean esquivos a él por su jerga. Sobre por qué sea necesario que hable Virgilio se hicieron varias hipótesis: la más simple es que los dos hablan griego y Dante no conoce esta lengua, a diferencia de Virgilio, pero esta razón no puede ser porque si hubieran hablado en griego Dante no habría entendido y no podría decirnos que se dijo, además en el próximo canto Guido de Montefletro dirá que escuchó hablar a Virgilio en dialecto lombardo; otro hipótesis es que como era opinión común en el Medioevo que los griego fuesen un pueblo soberbio, ellos se habrían negado a hablar con una persona que no tuviese todavía excelentes méritos, de hecho la invocación sucesiva de Virgilio se enfocará justamente sobre sus obras, motivo de orgullo, expresado en el más alto lenguaje posible. En este episodio Dante reproduce su situación respecto de los griegos y en particular a su literatura: siendo que su lengua no es conocida en Italia (con pocas excepciones, quizás en Calabria) ellos "hablaban" solo a través de los autores latinos que habían traducido o sintetizado o citado sus obras.
Virgilio entonces espera que la doble llama llegue cercana al puente y se le dirige con solemnidad y altura, poniendo la cuestión principal, que leyó en el pensamiento de Dante, de saber el final de Ulises, un misterio que los autores antiguos callaban:

Oh vosotros que sois dos dentro de un fuego!

Si amerité de vosotros cuando era vivo,

si amerité de vosotros bastante o poco

cuando en el mundo escribí mi alto verso,

no prosigáis; mas que uno de vosotros diga

donde, por su valía, perdido de muerte quedó.
vv. 79-84

Dante de hecho no conocía la Odisea. Del final de Ulises, del cual callan Virgilio, Horacio, Séneca, Cicerón, se habían hecho numerosas conjeturas desde los tiempos de Servio, más vivas que nunca en el Medioevo, a la cual Dante sumó una versión suya basada sobre varios indicios, pero sobre todo original.

### Historia del último viaje de Ulises - vv. 85-142

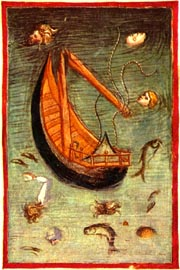
Anónimo florentino, El naufragio de la barca de Ulises (1390-1400).

Entonces la mayor de las dos llamas inicia a moverse como movida por el viento y por el movimiento de la cima de la lengua de fuego inician a salir las palabras.
Ulises no se presenta e inicia de inmediato a hablar de los últimos años de su vida, del adiós a la maga Circe: en este canto Dante retoma las lecciones de Ovidio cuando en Las metamorfosis XIV 436 ss. Macareo, uno de los compañeros de Ulises, cuenta a Eneas cómo abandonó a su capitán que se volvía a meter por enésima vez en el mar.
Después de pasar un año en Gaeta (antes que Eneas le diese ese nombre) "ni la dulzura del hijo, ni la piedad del viejo padre, ni el debido amor que debía a Penélope hacer dichosa" pudieron frenar a Ulises sus deseos de conocimiento, del ardor de conocer los vicios humanos y la virtud. Así partió a mar abierto en lugar de volver a casa, con un barco y con aquellos "compañeros pocos" de siempre. Navegó por las costas europeas (hasta España) y africanas (hasta Marruecos) del Mediterráneo occidental, comprendidas las islas de Cerdeña y las otras. Sus amigos y él ya eran viejos cuando llegaron a aquella "fosa estrecha" donde Hércules marcó como el límite a no pasar, el Estrecho de Gibraltar. Ulises pasó Sevilla por derecha y Ceuta por izquierda, llegando delante al estrecho; para convencer a sus compañeros de la empresa jamás hecha pronunció la famosa frase:

“¡Oh hermanos”, dije, “que por cien mil

peligros habéis llegado a occidente,

de esta tan pequeña vigilia

de nuestro sentidos remanente

no queráis negaros la experiencia,

siguiendo al Sol, hacia el mundo sin gente.

Considerad vuestra simiente:

hechos no fuisteis para vivir como brutos,

sino para perseguir virtud y conocimiento”.
vv. 112-120

Los célebres tercetos son un vértice de retórica: se abre con una Captatio benevolentiae (el vocativo, el recuerdo de las experiencias humanas) y crece en intensidad gradualmente, primero usando el "ustedes", después el "nosotros" (de hecho, antes de esta oración Ulises usará el pronombre "yo" y en seguida usará el "nosotros"), incitando a la aventura culminando para cerrar uno de los sentimientos más profundos del alma humana como es el orgullo por la superioridad sobre los otros seres vivientes. 
Los compañeros entonces quisieron partir en seguida de modo que Ulises no habría podido frenarlos: giraron la popa al este e hicieron de los remos "alas" por el "loco vuelo", siempre avanzando a izquierda, hacia el suroeste. Después de cinco meses las estrellas habían cambiado en el cielo (porque habían llegado al otro hemisferio) o habían pasado cinco lunas nuevas y otros lunas llenas, cuando apareció una montaña velada desde la distancia y altísima (el monte del Purgatorio). Ellos se alegraron pero de pronto cedieron al llanto porque de esa tierra se movió un torbellino que golpeó al barco. Tres veces ellos giraron, al cuarto giro la popa se alzó en alto, la proa hacia abajo, así como le gustó a alguien (a Dios), y después el mar estuvo sobre ellos (notar la alusión al entierro, a la tumba), con un verbo que metafóricamente encierra también al canto. 
Dante nos hace entender a través de las palabras de Ulises la importancia del conocimiento que no tiene ni edad ni límites: de hecho los afectos más grandes no llegaron a vencer en el alma de Ulises el deseo de conocimiento. El célebre terceto "Considerad vuestra simiente: hechos no fuisteis para vivir como brutos, sino para perseguir virtud y conocimiento" es la síntesis de la personalidad de Dante el cual consideraba el conocimiento el supuesto básico para la evaluación de una persona.

## Puntos notables

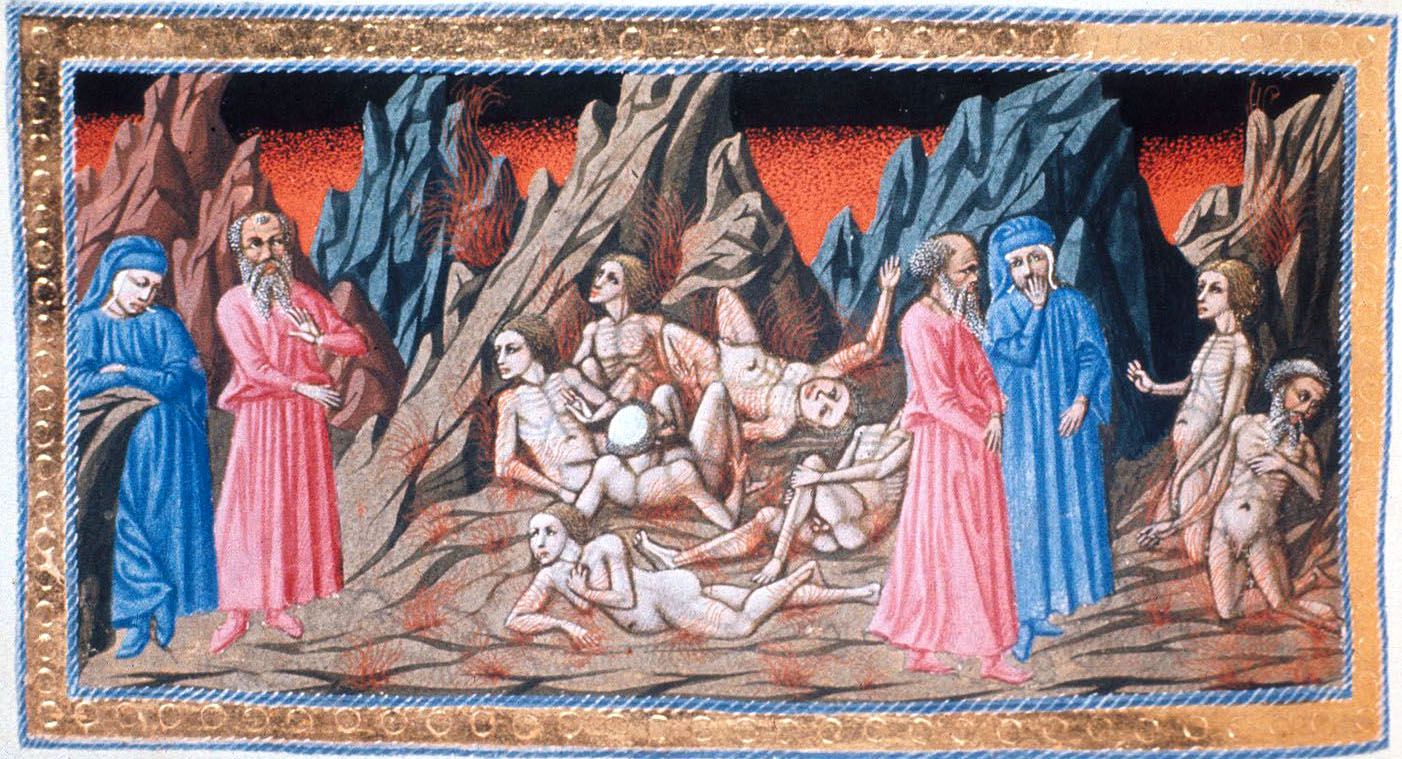
Priamo della Quercia, ilustración al Canto XXVI

Dante, si bien conocía a Homero (nombrado varias veces en la La Divina Comedia y puesto por él en el Limbo, como se lee en el canto IV), no podía haber leído la Odisea en griego, pero estaba al tanto de la historia de Ulises por varias fuentes latinas (Las Metamorfosis de Ovidio y la Odusia de Livio Andrónico) y por varias narraciones medioevales: en esta tradición, en autores como Cicerón, Séneca y Horacio, Ulises era descripto como ejemplo de un hombre dominado por el ansia de conocimiento. A partir de estas lecturas y de la narración de Ovidio, Dante inventa casi completamente la historia de último viaje de Ulises, motivado por el amor por el conocimiento, amor que Dante compartía y seguramente no desaprobaba, pero se aclara desde la primera frase del Convivio: "Todos los hombres naturalmente desean conocer". De ahí deriva la gran participación emotiva de Dante en relación con el condenado, expresa más de una vez en el canto y especialmente en los versos 19-20: "Me dolió entonces, como de nuevo me duelo / cuando dirijo la mente a lo que vi" conmoción endurecida por un llamado a la virtud: "y más refreno el ingenio como no suelo". A este punto un paralelismo se puede hacer entre Dante y Ulises: ambos viajan empujados por el ansia de conocimiento, ambos están perdidos (v. 3 del canto I: "porque la recta vía era perdida"; vv. 83-84 de este canto "mas que uno de vosotros diga / donde, por su valía, perdido de muerte quedó"). Pero si Dante encuentra el camino y accede a un conocimiento superior, guiado por la voluntad divina, Ulises no conoce esta gracia y queda confinado en la esfera puramente terrenal, sensible, del saber: v. 115, "de nuestros sentidos", y sobre todo vv. 97-99, "el ardor / que tuve de hacerme del mundo experto / y de los vicios humanos y de su valor": no hay en él ninguna tensión ética, moral, que conduzca al conocimiento hacia un fin justo (es más, ella queda como fin a sí misma), y su deseo resulta por eso negativo, tanto que él implica en este mal a sus compañeros. Y es así que él supera las Columnas de Hércules puestas como límite, e infringe la prohibición divina y es derrotado por Dios, "como a Otro plugo".

... y al fin el mar sobre nosotros volvió a cerrarse.
v.142

Notable en este canto el estilo, que se alza para representar un personaje magnánimo como es Ulises (particularmente es el apóstrofo de Virgilio, pero también toda la narración sucesiva, que toca el tono épico en la narración del viaje y se hace "oración" en las famosas palabras dirigidas por Ulises a sus compañeros). No olvidarse también las muchas señales que Dante difunde en su texto, como la similitud con el profeta Elías, que sube al cielo en una carroza de fuego (mientras Ulises va hacia el fondo), a la expresión bíblica del v. 136 "aunque enseguida volvióse llanto" (más la aliteración), a las muchas referencias negativas como la mano "izquierda" (v. 126), la "luna" (v. 131), símbolos negativos para la cultura clásica.